# Das Mädchen und der Kommissar
Das Mädchen und der Kommissar (Originaltitel: Max et les ferrailleurs) ist ein unter der Regie von Claude Sautet entstandener französischer Spielfilm aus dem Jahr 1971. Er ist eine Adaption des gleichnamigen Romans von Claude Néron.

## Handlung
Max ist Kriminalkommissar der Pariser Polizei. Früher war er Richter. Da Max aus einer vermögenden Familie stammt, ist er finanziell unabhängig. Eine Reihe erfolgreicher Banküberfälle hält die Kriminalabteilung in Atem, es gibt Tote. Max hat nach all den Misserfolgen die fixe Idee, Kriminelle auf frischer Tat zu ertappen. Er macht sich an Abel, den er vom Militärdienst her kennt, heran, um ihm eine Falle zu stellen. Der ehemalige Fremdenlegionär arbeitet zusammen mit einigen anderen Unterprivilegierten auf einem Schrottplatz im Pariser Vorort Nanterre. Auch durch kriminelle Aktivitäten wie Baustellendiebstähle halten sich Abel und seine Clique mehr schlecht als recht über Wasser. Max beschließt, an dieser Bande von Schmalspurgangstern ein Exempel zu statuieren. Nicht nur Abels Freundin Lili, eine deutsche Prostituierte aus dem Umfeld der Bande, wird zum Opfer seiner Manipulation.
Max nähert sich Lili als Freier, gibt sich als Bankier aus und weckt ihr Interesse, indem er sie fürstlich dafür bezahlt, ihm Gesellschaft zu leisten, auf sexuelle Leistungen jedoch verzichtet. Die verwunderte Lili beginnt ihn auszufragen. Max tischt ihr die vorbereitete Geschichte auf, in seiner kleinen Bank im Osten von Paris sei aufgrund regelmäßiger hoher Einzahlungen etwas zu holen. Gespräche über die Unzufriedenheit mit der aktuellen Lebenssituation und scheinbar zufällig erhaltene Insiderinformationen lassen bei Lili den Gedanken reifen, die Bank von ihrem Partner Abel und seinen Kumpanen ausrauben zu lassen. Abel ist mehr oder weniger Anführer der Bande. Lili lässt sich intensiver auf Max ein und täuscht ihm Zuneigung vor. Sie will kein Geld mehr von ihm annehmen.
Der Plan des Kommissars gelingt, und die Bande vom Schrottplatz geht mit Hilfe ihres Mitglieds „Dromedar“, der Zuhälter und zugleich Polizeiinformant ist, in die Falle. Doch der für den Distrikt zuständige Kommissar Rosinsky will auch die Mitwisser und vor allem Lili vor den Richter bringen, als ihm klar wird, dass alle von Max manipuliert wurden.
Vielleicht weil Max Mitleid mit Lili hat oder weil er ihren Zuneigungsbekundungen Glauben schenkt: Als ihm klar wird, dass Rosinsky nicht von Lili ablassen wird, zieht er kurzerhand seine Pistole und tötet ihn. Max wird von seinen Kollegen abgeführt und ins Gefängnis gebracht. Der Erzähler beschließt den Film mit den Worten: „Durch den Mord an Rosinsky landete er auch da, wo er die anderen hingebracht hatte.“

## Kritiken
- Lexikon des internationalen Films: Vorzüglich inszenierter und gespielter Kriminalfilm.[1]

- Prisma Online: Claude Sautet gelang ein wunderbar-gefühlvoll erzählter und gespielter Beziehungs-Krimi. Vor allem Romy Schneider, Michel Piccoli und Bernard Fresson bieten brillante Schauspielkunst.[2]

- Critic.de: Claude Sautets Klassiker Das Mädchen und der Kommissar aus dem Jahre 1971 ist ein spannender Kriminalfilm, jedoch gleichzeitig weitaus mehr als das. So tritt die Rahmenhandlung des inszenierten Banküberfalls letztendlich erheblich zurück vor den für Sautet typischen, eindringlich gezeichneten Charakterstudien.[3]